# Mark Davis (Snookerspieler)
Mark Christopher Davis (* 12. August 1972) ist ein englischer Snookerspieler aus St. Leonards-on-Sea in Sussex.

## Karriere
Mark Davis konnte sich 1994 erstmals für die Snookerweltmeisterschaft qualifizieren, er verlor gleich in Runde eins gegen Terry Griffiths. 1995 besiegte er Ken Doherty in der ersten Runde der Weltmeisterschaft und schied danach gegen Peter Ebdon aus. 1997 qualifizierte er sich wiederum für die WM und verlor diesmal sein Erstrundenspiel gegen Ken Doherty. Ende der 1990er Jahre verlor er beinahe seinen Status als Main-Tour-Spieler. 2001 erreichte er das Viertelfinale der Regal Scottish Open und sicherte sich damit den Verbleib auf der Main Tour. Bei der Snooker-WM 2001 verlor er sein Erstrundenspiel gegen Stephen Hendry.
2002 folgte sein bisher größter Erfolg, der Gewinn der Benson & Hedges Championship und die damit verbundene Teilnahme am Benson & Hedges Masters. 2007 besiegte er im Finale der snooker.de German Open Joe Perry mit 4:3.
2008 konnte er sich nach Siegen über Leo Fernandez (10:9) und Gerard Greene (10:2) erneut für die Weltmeisterschaft qualifizieren. Sein Erstrundenspiel gegen Mark Williams verlor er jedoch mit 3:10. Bei der Northern Ireland Trophy 2008 gelangte er mit Siegen über Joe Swail und Ding Junhui in die Runde der letzten 16, wo er gegen Ali Carter ausschied.
2009 gewann er das Finale der ersten 6-Red-Snookerweltmeisterschaft mit 6:3 gegen Mark Williams.
Beim Paul Hunter Classic 2010 erreichte Mark Davis als 35. Spieler die Marke von 100 Century-Breaks. Ein Jahr später erreichte er beim Paul Hunter Classic 2011 das Finale, wo er Mark Selby unterlag.
Zu Beginn der Saison 2012/13 gewann er die 6-Red World Championship 2012 mit einem 8:4-Finalerfolg über Shaun Murphy.

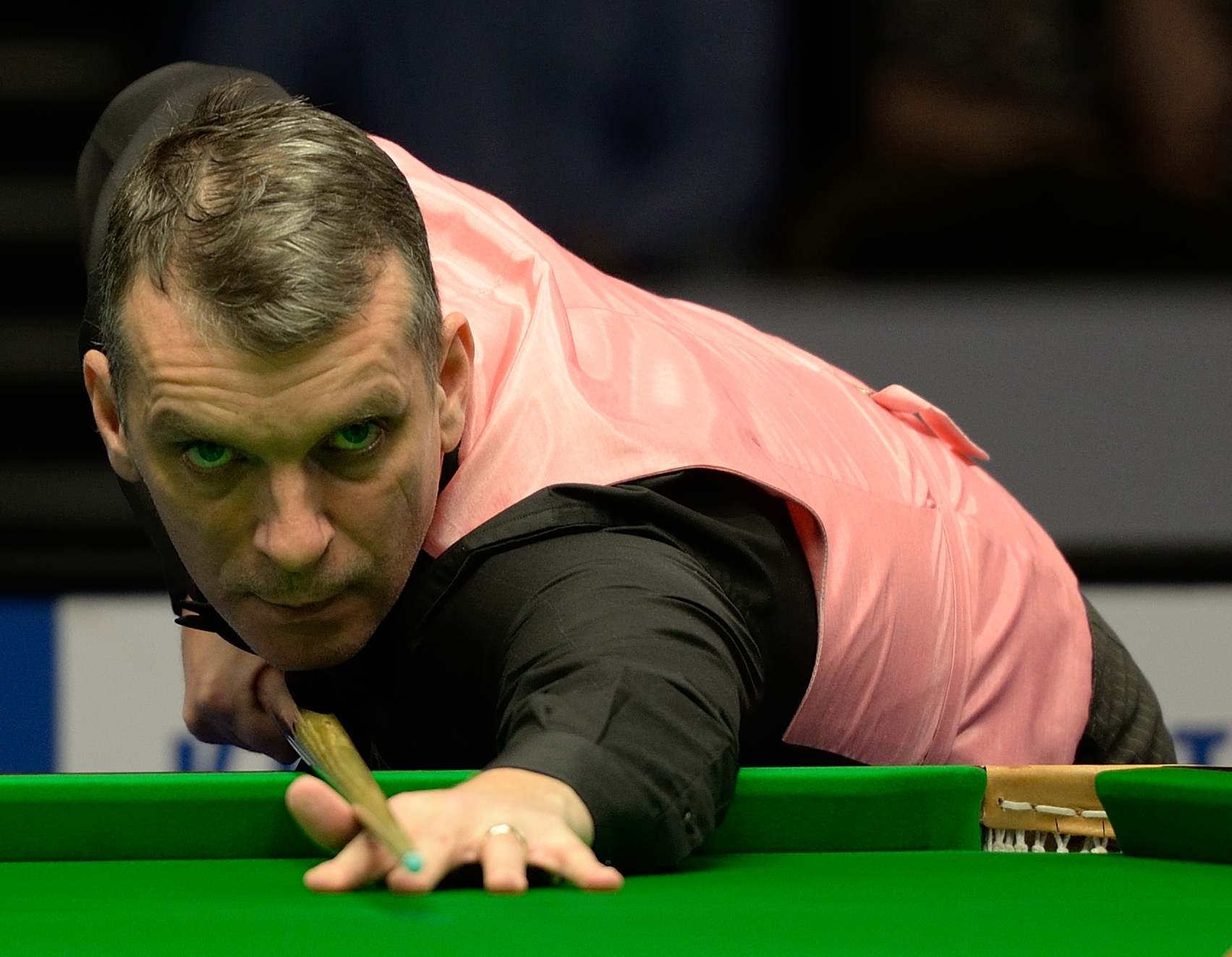
Mark Davis, 2015

In der Saison 2013/14 gewann er im September erneut die 6-Red World Championship, wieder durch ein 8:4 im Finale, diesmal gegen den Weltranglistenersten Neil Robertson. Nur eine Woche später gelang ihm in Hongkong abermals ein Turniersieg: Er bezwang auch beim General Cup wieder Robertson im Finale, diesmal mit 7:2.
Im Finale der Gruppe 4 der Championship League 2017 machte Mark Davis das erste Maximum Break seiner Karriere. Er war damit mit 44 Jahren und 151 Tagen der älteste Spieler, dem je eine 147 im Wettkampf gelungen ist. Nur 51 Tage später spielte er in der Finalrunde der Championship League das zweite Maximum seiner Karriere. Nunmehr 44 Jahre und 202 Tage alt verbesserte er seine eigene Bestmarke. Er ist zudem der erste Profi, der in einem Turnier zwei Maximum Breaks gespielt hat.
Bei den English Open 2018 erreichte er zum ersten Mal in seiner Karriere das Finale eines vollwertigen Weltranglistenturniers. Er verlor dies aber mit 7:9 gegen Stuart Bingham.
2019 qualifizierte er sich Siegen über Lü Haotian, Fergal O’Brien und Rod Lawler nach dreijähriger Pause erneut für die Weltmeisterschaft und war mit 46 Jahren der älteste Spieler der Endrunde.

## Erfolge

### Einladungsturniere
- Malta Masters – 1996
- Benson & Hedges Championship – 2002
- 6-Red World Championship 2009
- 6-Red World Championship – 2012, 2013
- General Cup – 2013
- World Seniors Championship – 2016